# Boa Forma
Boa Forma é uma revista brasileira publicada pela Abril e voltada ao público feminino, englobando assuntos de saúde, estética, fitness e nutrição. Começou a circular no ano de 1986, a partir de uma segmentação da revista Saúde, lançada pela Editora Azul, que mais tarde foi absorvida pela Editora Abril. Em 6 de agosto de 2018, foi anunciada a descontinuação da circulação da revista, junto com mais 9 títulos.